# نقض حقوق نیروهای مسلح از سوی جمهوری اسلامی ایران
نقض حقوق نیروهای مسلح از سوی جمهوری اسلامی ایران، شامل نقض حقوق افراد نظامی (ارتشی و سپاهی)، شبه‌نظامی (بسیجی)، نیروی انتظامی و نیز نیروهای امنیتی از سوی نظام جمهوری اسلامی ایران است.

## تاریخچه
در دوره جمهوری اسلامی، نظامیان بهائی، زرتشتی، مسیحی و یهودی... از ارتش اخراج شدند. بسیاری از پرسنل دیگر ارتش نیز وادار به پذیرش دین اسلام شدند؛ هر چند ده‌ها سال تلاش حکومت جمهوری اسلامی برای اسلامی‌سازی ارتش، چندان مؤثر نبوده‌است.
صادق خلخالی؛ گماشته خمینی به عنوان حاکم شرع و نیز عامل اعدام تعداد چشمگیری از نظامیان در اوایل انقلاب ۱۳۵۷ بود. وی ابراز پشیمانی می‌کرد از اینکه چرا بیشتر، اعدام نکرده‌است.

## ارتش شاهنشاهی و شهربانی
تعداد قابل توجهی از سربازان و درجه‌داران ارتش (شاهنشاهی پهلوی) و شهربانی در اوایل انقلاب ۱۳۵۷ و با اینکه خمینی به نظامیان امان داده بود که به ملت بپیوندند تیرباران شدند.

### تیرباران‌شدگان از بهمن ۵۷ تا ۱۳۶۰

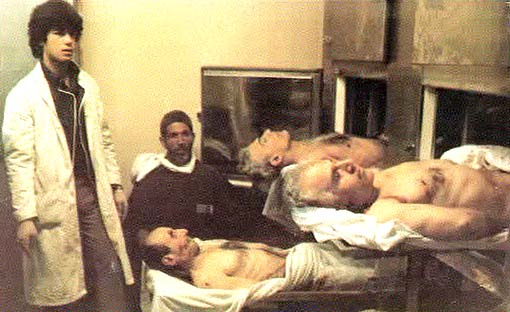
جنازه زیرین: رضا ناجی جنازه بالایی سمت چپ: منوچهر خسروداد جنازه بالایی سمت راست: مهدی رحیمی

1. شهریار شفیق؛ فرزند اشرف پهلوی و یکی از افسران بلندپایه نیروی دریایی ارتش شاهنشاهی بود که توسط جمهوری اسلامی در خارج ار ایران ترور و کشته شد.
2. نعمت‌الله نصیری؛[۴] ارتشبد کشته‌شده.[۲]
3. غلامعلی اویسی؛ ارتشبدی که توسط جمهوری اسلامی در خارج ار ایران ترور و کشته شد.[۲]
4. نادر جهانبانی (معروف به «ژنرال چشم‌آبی»)؛ سپهبد، معاون فرماندهی نیروی هوایی ارتش شاهنشاهی و یکی از خلبانان بلندپایه ایران که سرانجام به حکم حکومت جمهوری اسلامی تیرباران شد.[۴]
5. حسین رستگار نامدار؛ سپهبد و یکی از فرماندهان ارتش شاهنشاهی ایران که در سال ۱۳۶۰ به دلیل بهائی بودن توسط جمهوری اسلامی اعدام شد. کشته‌شده.[۲]
6. امیرحسین ربیعی؛ سپهبد کشته‌شده.[۲]
7. مهدی رحیمی؛[۴] سپهبد و یکی از فرماندهان ژاندارمری کشته‌شده.[۲]
8. هوشنگ حاتم؛ سپهبد کشته‌شده.[۲]
9. عبدالعلی بدره‌ای؛ سپهبد کشته‌شده.[۲]
10. بیوک امینی افشار؛ سپهبد و یکی از فرماندهان کشته‌شدهٔ ژاندارمری.
11. هاشم برنجیان؛ سپهبد و یکی از فرماندهان کشته‌شدهٔ نیروی هوایی شاهنشاهی.[۲]
12. ناصر مقدم؛ سپهبد کشته‌شده.[۲]
13. عبدالله خواجه‌نوری؛[۴] سپهبد کشته‌شده.[۲]
14. محمدتقی مجیدی؛ سپهبد کشته‌شده.[۲]
15. جعفرقلی صدری؛ سپهبد کشته‌شده.[۲][۴]
16. علی حجت کاشانی؛ سپهبد کشته‌شده.[۲]
17. ابوالحسن سعادتمند؛ سپهبد کشته‌شده.[۲]
18. فخر مدرس؛[۴] سپهبد و یکی از فرماندهان کشته‌شدهٔ ارتش شاهنشاهی کشته‌شده.[۲]
19. اصغر جلالی؛ سپهبد کشته‌شده.[۲]
20. امیرفرهنگ خلعتبری؛ سپهبد و یکی از فرماندهان کشته‌شدهٔ نیروی زمینی کشته‌شده.[۲]
21. رضا ناجی؛[۴] سرلشکر کشته‌شده.[۲]
22. احمدعلی بیدآبادی؛[۴] سرلشکر کشته‌شده.[۲]
23. محمدجواد مولوی طالقانی؛ سرلشکر کشته‌شده.[۲]
24. غلام‌حسین شمس تبریزی؛ سرلشکر کشته‌شده.[۲]
25. منوچهر خسروداد؛ سرلشکر و یکی از فرماندهان کشته‌شدهٔ هوانیروز.[۲][۴]
26. حسن پاکروان؛ سرلشکر کشته‌شده.[۲]
27. علی‌اکبر یزدجردی؛[۴] سرلشکر کشته‌شده.[۲]
28. ایرج مطبوعی؛ سرلشکر کشته‌شده.[۲]
29. علی نشاط؛ سرلشکر کشته‌شده.[۲]
30. پرویز امینی افشار؛[۴] سرلشکر کشته‌شده.[۲]
31. ولی‌الله زند کریمی؛ سرلشکر کشته‌شده.[۲]
32. جابر ولی‌نژاد؛ سرلشکر کشته‌شده.[۲]
33. معتمد؛ سرلشکر کشته‌شده.[۲]
34. جواد مولوی؛ سرلشکر و یکی از فرماندهان کشته‌شدهٔ پلیس.[۲]
35. عبدالله عمیدی؛ سرلشکر کشته‌شده.[۲]
36. علی‌اصغر ده‌پناه؛ سرلشکر کشته‌شده.[۲]
37. جواد بدیع؛ سرلشکر کشته‌شده.[۲]
38. محمد صالحی؛ سرلشکر و یکی از فرماندهان کشته‌شدهٔ نیروی زمینی ارتش شاهنشاهی.[۲]
39. عبدالعلی منصور؛ سرلشکر کشته‌شده.[۲]
40. فرامرز نوذری بقا؛ سرلشکر کشته‌شده.[۲]
41. حسن بهزادی؛ سرلشکر کشته‌شدهٔ ژاندارمری.[۲]
42. منوچهر اسعدی؛ سرتیپ کشته‌شدهٔ ژاندارمری.[۲]
43. شهنام رضایی؛ سرتیپ کشته‌شده.[۲]
44. ایرج امینی افشار؛ سرتیپ کشته‌شده.[۲]
45. حسین همدانیان؛ سرتیپ کشته‌شده؛[۴] سرتیپ کشته‌شده.[۲]
46. عباس شفاعت؛ سرتیپ کشته‌شده.[۲]
47. شهنام؛ سرتیپ کشته‌شده.[۲]
48. منوچهر ملک؛[۴] سرتیپ کشته‌شده.[۲]
49. عبدالله وثیق؛ سرتیپ کشته‌شده.[۲]
50. نعمت‌الله معتمدی؛[۴] سرتیپ کشته‌شده.[۲]
51. تابعی؛ سرتیپ کشته‌شده.[۲]
52. غلامحسین علایی؛ سرتیپ کشته‌شده.[۲]
53. جلال سجده‌ای؛ سرتیپ کشته‌شده.[۲]
54. مظفر نیازمند؛ سرتیپ کشته‌شده.[۲]
55. اکبر غفاریان‌امید؛ سرتیپ کشته‌شده.[۲]
56. فضل‌الله ناظمی اشنی؛ سرتیپ کشته‌شده.[۲]
57. محمود ارم؛ سرتیپ کشته‌شده.[۲]
58. حسین‌علی بیات؛ سرتیپ کشته‌شده.[۲]
59. جهان‌گیر اسفندیاری؛ سرتیپ کشته‌شده.[۲]
60. امیر افتخارمنش؛ سرهنگ کشته‌شده.[۲]
61. مرتضی امینی؛ سرهنگ و خلبان کشته‌شده.[۲]
62. محمدباقر لطیفی تهرانی؛ سرهنگ کشته‌شده.[۲]
63. یعقوب یقینی؛ سرهنگ کشته‌شده.[۲]
64. محمدجواد غفاری؛ سرهنگ کشته‌شده.[۲]
65. محمود شهیدی؛ سرهنگ کشته‌شده.[۲]
66. حسین خورشیدی؛ سرهنگ کشته‌شده.[۲]
67. حسن بدیعی؛ سرهنگ کشته‌شده.[۲]
68. مصطفی زمانی؛[۴] سرهنگ کشته‌شده.[۲]
69. هادی گلستانه؛ سرهنگ کشته‌شده.[۲]
70. محمد هادی احمدی؛ سرهنگ کشته‌شده.[۲]
71. شعله‌ور؛ سرگرد کشته‌شده.[۲]
72. منوچهر قشقایی؛ سرگرد کشته‌شده.[۲]
73. مسعود مقبل‌زاده؛ سرگرد کشته‌شده.[۲]
74. ناصر قوامی؛ سرگرد کشته‌شدهٔ پلیس.[۲][۴]
75. محمود دهناد؛ سرگرد کشته‌شدهٔ ژاندارمری کشته‌شده.[۲]
76. مهدی ساقی؛ سرگرد کشته‌شده.[۲]
77. قاسم ژیان‌پناه (ایران‌پناه)؛[۴] سروان کشته‌شده و مسئول بخش زندانیان تروریست.[۲]
78. منوچهر وثوقی؛ سروان تیرباران‌شده.[۴][۲]
79. هدایت‌الله عصفوری؛ سروان کشته‌شدهٔ پلیس کشته‌شده.[۲]
80. منیر طاهری؛ سروان کشته‌شده.[۲]
81. پرویز یونسی؛ ستوان کشته‌شده.[۲]
82. عزت‌الله دشتی؛ ستوان کشته‌شده.[۲]
83. حسن دیناروند؛ افسر کشته‌شدهٔ پلیس.[۲]
84. عبدالعلی زارعی؛ افسر کشته‌شدهٔ پلیس.[۲]
85. رضا قاسمی؛ افسر کشته‌شدهٔ پلیس.[۲]
86. هدایت‌الله سلجوقی؛ پاسبان کشته‌شده.[۲]
87. جعفر حیدری؛ سرجوخه کشته‌شده.[۲]
88. صمد محترمیان؛ سرجوخه کشته‌شده.[۲]
89. جهان‌گیر تارخ؛ نظامی تیرباران‌شده.[۴]
90. محمد ولی زند؛ یکی از فرماندهان تیرباران‌شدهٔ نظامی.[۴]
91. میر احمد کوچصفهانی؛ نظامی تیرباران‌شده.[۴]
92. عبدالله منوچهری قشقایی؛ یکی از فرماندهان نظامی تیرباران‌شده.[۴]
93. محمد نوید؛ نظامی تیرباران‌شده.[۴]
94. حسین شه‌کمان؛ افسر تیرباران‌شده.[۴]
95. محمد آقاحسنی؛ استوار تیرباران‌شدهٔ شهربانی.[۴]

### عملیات نقاب (نجات قیام ایران بزرگ)
در جریان کودتای نوژه (عملیات شاهرخی یا «نقاب»: نجات قیام ایران بزرگ) در سال ۱۳۵۹ تعدادی (نزدیک به ۱۲۰ نفر) نظامی خلبان و غیر خلبان به حکم دادگاه انقلاب بازداشت و اعدام شدند.
- کشته‌شدگان:

1. سعید مهدیون؛ سپهبد و خلبانی که توسط حکومت جمهوری اسلامی اعدام شد.[۷]
2. آیت محققی؛ سرتیپ و خلبان که به حکم دادگاه انقلاب اسلامی اعدام شد. .[۷]
3. احمد آزموده؛ سرهنگ کشته‌شدهٔ نیروی زمینی ارتش.[۷]
4. هادی ایزدی؛ سرهنگ کشته‌شدهٔ نیروی زمینی.[۷]
5. سعید امیری؛ سرهنگ کشته‌شدهٔ شهربانی.[۷]
6. داریوش جلالی؛ سرهنگ و خلبان کشته‌شده.[۷]
7. خلیفه سلطانی؛ سرهنگ کشته‌شدهٔ نیروی زمینی.[۷]
8. رحمت‌الله خلیفه‌بیگی؛ سرهنگ کشته‌شدهٔ نیروی زمینی.[۷]
9. خسرو زرینه؛ سرهنگ کشته‌شدهٔ نیروی زمینی.[۷]
10. منوچهر صادقی؛ سرهنگ کشته‌شدهٔ نیروی زمینی.[۷]
11. علی فاریا؛ سرهنگ کشته‌شدهٔ نیروی زمینی.[۷]
12. حسین مصطفوی قزوینی؛ سرهنگ کشته‌شدهٔ نیروی زمینی.[۷]
13. محمدرضا نادری؛ سرهنگ و چترباز کشته‌شدهٔ نیروی هوابرد.[۷]
14. نادر وحدتی‌پور؛ سرهنگ کشته‌شدهٔ نیروی زمینی.[۷]
15. غلام‌علی وارسته‌پور؛ سرهنگ کشته‌شدهٔ شهربانی.[۷]
16. کورس آذرتاش؛ سرگرد کشته‌شدهٔ نیروی زمینی.[۷]
17. بهمن پرتوی؛ سرگرد کشته‌شدهٔ نیروی زمینی.[۷]
18. محسن جلالی قاجار؛ سرگرد چترباز کشته‌شدهٔ نیروی هوابرد.[۷]
19. فرخزاد جهان‌گیری؛ سرگرد کشته‌شدهٔ خلبان نیروی هوایی.[۷]
20. ایرج خلف‌بیگی؛ سرگرد کشته‌شدهٔ نیروی زمینی.[۷]
21. ایرج سلطانی جی؛ سرگرد و خلبان کشته‌شدهٔ نیروی هوایی.[۷]
22. سیروس ستوده؛ سرگرد کشته‌شدهٔ نیروی زمینی.[۷]
23. محمدهاشم صبوحی مقدم؛ سرگرد کشته‌شدهٔ نیروی زمینی.[۷]
24. محمد حسین عزیزیان؛ سرگرد کشته‌شدهٔ نیروی زمینی.[۷]
25. کاووس علی‌زاده؛ سرگرد کشته‌شدهٔ نیروی زمینی.[۷]
26. حسن گوهری؛ سرگرد کشته‌شدهٔ نیروی زمینی.[۷]
27. اسماعیل نوری مقدم؛ سرگرد کشته‌شدهٔ نیروی زمینی.[۷]
28. علی حیدر آریانا؛ سروان کشته‌شدهٔ نیروی زمینی.[۷]
29. کریم افروز؛ سروان و خلبان کشته‌شدهٔ نیروی هوایی.[۷]
30. اسماعیل اصغری؛ سروان کشته‌شدهٔ نیروی زمینی.[۷]
31. بیژن ایران‌نژاد ثابت؛ سروان کشته‌شدهٔ نیروی هوایی.[۷]
32. ابراهیم استاد محمد نظری؛ ستوان کشته‌شدهٔ نیروی زمینی.[۷]
33. محمد براتی؛ سروان کشته‌شدهٔ نیروی زمینی.[۷]
34. امیدعلی بویری؛ سروان و خلبان کشته‌شدهٔ نیروی هوایی.[۷]
35. محمد بهروزفر؛ سروان و خلبان کشته‌شدهٔ نیروی هوایی.[۷]
36. محمد تاجدار؛ ستوان کشته‌شدهٔ نیروی زمینی.[۷]
37. غلام‌رضا ثابتی آزاد؛ سروان کشته‌شدهٔ نیروی زمینی.[۷]
38. محمد علی ثقفی؛ ستوان و خلبان کشته‌شدهٔ نیروی هوایی.[۷]
39. محمد رضا جوادی؛ ستوان کشته‌شدهٔ نیروی زمینی.[۷]
40. ایوب حبیبی؛ ستوان کشته‌شدهٔ نیروی زمینی.[۷]
41. سیروس دهقان؛ سروان کشته‌شدهٔ نیروی زمینی.[۷]
42. فضل‌الله رئیسی؛ سروان کشته‌شدهٔ نیروی زمینی.[۷]
43. جعفر راستگو؛ ستوان کشته‌شدهٔ نیروی هوایی.[۷]
44. ناصر رکنی؛ ستوان و خلبان کشته‌شدهٔ نیروی هوایی.[۷]
45. ناصر زرندی؛ سروان و خلبان کشته‌شدهٔ نیروی هوایی.[۷]
46. هرمز زمان‌پور؛ سروان کشته‌شدهٔ نیروی هوایی.[۷]
47. علی‌اصغر سلیمانی؛ سروان و خلبان کشته‌شدهٔ نیروی هوایی.[۷]
48. علی شفیق؛ سروان و خلبان کشته‌شدهٔ نیروی هوایی.[۷]
49. حسین شکری؛ ستوان و خلبان کشته‌شدهٔ نیروی هوایی.[۷]
50. محمدمهدی عظیمی‌فر؛ ستوان و خلبان کشته‌شدهٔ نیروی هوایی.[۷]
51. جلال عسگری؛ عضو کشته‌شدهٔ نیروی هوایی.[۷]
52. محمد ملک؛ سروان و خلبان کشته‌شدهٔ نیروی هوایی.[۷]
53. ناصر مروتی؛ ستوان کشته‌شدهٔ نیروی زمینی.[۷]
54. نورالله نجف‌نژاد؛ سروان کشته‌شدهٔ نیروی زمینی.[۷]
55. نجات یحیی؛ ستوان و خلبان کشته‌شدهٔ نیروی هوایی.[۷]
56. فیروز آذریان؛ ستوان‌یار و چترباز کشته‌شدهٔ نیروی هوابرد.[۷]
57. اصغر الماسی؛ ستوان‌یار کشته‌شدهٔ نیروی زمینی.[۷]
58. شکرالله احمدی؛ ستوان‌یار کشته‌شدهٔ نیروی زمینی.[۷]
59. سیاوش پورفهمیده؛ ستوان‌یار کشته‌شدهٔ نیروی زمینی.[۷]
60. فریدون جواهرنیا؛ ستوان‌یار و چترباز کشته‌شدهٔ نیروی هوابرد.[۷]
61. منوچهر رهبری‌نژاد؛ ستوان‌یار کشته‌شدهٔ نیروی زمینی.[۷]
62. محرم‌علی زاهدی؛ ستوان‌یار و چترباز کشته‌شدهٔ نیروی هوابرد.[۷]
63. محمدرضا قربان نجف‌آبادی؛ ستوان‌یار کشته‌شدهٔ نیروی زمینی.[۷]
64. حسین هالکی؛ ستوان‌یار کشته‌شدهٔ نیروی زمینی.[۷]
65. یحیی پسند کبوجانی؛ ستوان‌یار کشته‌شدهٔ نیروی زمینی.[۷]
66. یوسف پوررضایی؛ همافر کشته‌شدهٔ نیروی هوایی.[۷]
67. جعفر مظاهری کاشانی؛ همافر کشته‌شدهٔ نیروی هوایی.[۷]
68. عنایت‌الله آزاد یگانه؛ استوار کشته‌شدهٔ نیروی زمینی.[۷]
69. حبیب‌الله احمدی؛ استوار کشته‌شدهٔ نیروی زمینی.[۷]
70. محمدباقر افتخاری؛ گروهبان کشته‌شدهٔ نیروی زمینی.[۷]
71. محمدرسول ابریشمی؛ درجه‌دار کشته‌شدهٔ نیروی زمینی.[۷]
72. محمد بهرامی؛ استوار کشته‌شدهٔ نیروی زمینی.[۷]
73. جمشید بختیار؛ استوار کشته‌شدهٔ نیروی زمینی.[۷]
74. حسن کریم‌پور تاری؛ استوار و چترباز کشته‌شدهٔ نیروی هوابرد.[۷]
75. علی پورکرباسی؛ استوار کشته‌شدهٔ نیروی زمینی.[۷]
76. محمد تیغ‌تیز؛ درجه‌دار کشته‌شدهٔ نیروی زمینی.[۷]
77. ابراهیم جوادزاده؛ استوار کشته‌شدهٔ نیروی زمینی.[۷]
78. محمد حکیم آبادچی؛ گروهبان کشته‌شدهٔ نیروی زمینی.[۷]
79. مصطفی حجازی؛ درجه‌دار کشته‌شدهٔ نیروی زمینی.[۷]
80. محمدتقی خاتون‌آبادی؛ استوار کشته‌شدهٔ نیروی زمینی.[۷]
81. خلیل خباز هاشمی؛ درجه‌دار کشته‌شدهٔ نیروی زمینی.[۷]
82. غلام‌حسین خرقانی خوب؛ درجه‌دار کشته‌شدهٔ نیروی زمینی.[۷]
83. ایرج درخشنده؛ استوار کشته‌شدهٔ نیروی زمینی.[۷]
84. خداداد رحمتی؛ استوار کشته‌شدهٔ نیروی زمینی.[۷]
85. جمشید رنجبر؛ استوار کشته‌شدهٔ نیروی زمینی.[۷]
86. منصور ساجدی؛ استوار کشته‌شدهٔ نیروی زمینی.[۷]
87. ناصر ساجدی؛ استوار کشته‌شدهٔ نیروی زمینی.[۷]
88. سلامت؛ استوار کشته‌شدهٔ نیروی زمینی.[۷]
89. علی سعادتی؛ گروهبان و چترباز کشته‌شدهٔ نیروی هوابرد.[۷]
90. محمد عابدینی مقدم؛ استوار کشته‌شدهٔ نیروی زمینی.[۷]
91. محسن عسکریان؛ استوار و چترباز کشته‌شدهٔ نیروی هوابرد.[۷]
92. خلیل عطری؛ استوار کشته‌شدهٔ نیروی زمینی.[۷]
93. علی‌اکبر عیوض‌زاده؛ استوار کشته‌شدهٔ نیروی زمینی.[۷]
94. اسدالله علی‌پور کرباس‌دهی؛ استوار کشته‌شدهٔ نیروی زمینی.[۷]
95. محمدعلی فرزام؛ استوار کشته‌شدهٔ نیروی زمینی.[۷]
96. محمدحسین فرنژاد؛ استوار کشته‌شدهٔ نیروی زمینی.[۷]
97. جهان‌گیر فاتح پیروز؛ استوار کشته‌شدهٔ نیروی زمینی.[۷]
98. جهان‌بخش فاتح‌جو؛ استوار کشته‌شدهٔ نیروی زمینی.[۷]
99. منوچهر فتاحی نوده‌ای؛ استوار کشته‌شدهٔ نیروی زمینی.[۷]
100. مرتضی فرح‌پور؛ گروهبان کشته‌شدهٔ نیروی زمینی.[۷]
101. غلام‌حسین قایق‌رو؛ استوار کشته‌شدهٔ نیروی ویژه.[۷]
102. حسن کاظمی؛ استوار و چترباز کشته‌شدهٔ نیروی هوابرد.[۷]
103. علی کمپانی؛ استوار کشته‌شدهٔ نیروی زمینی.[۷]
104. منصور کثیرلو؛ گروهبان کشته‌شدهٔ نیروی زمینی.[۷]
105. بخش‌علی کریمیان؛ گروهبان کشته‌شدهٔ نیروی هوایی.[۷]
106. محمود کیانی‌فر؛ گروهبان کشته‌شدهٔ نیروی زمینی.[۷]
107. لطف‌علی لطف الهی؛ استوار کشته‌شدهٔ نیروی زمینی.[۷]
108. مجتبی مرادی؛ استوار و چترباز کشته‌شدهٔ نیروی هوابرد.[۷]
109. ایرج مرودشتی؛ استوار کشته‌شدهٔ نیروی زمینی.[۷]
110. محمدعلی مهرابی؛ استوار کشته‌شدهٔ نیروی زمینی.[۷]
111. علی مرواریدی؛ گروهبان کشته‌شدهٔ نیروی زمینی.[۷]
112. احمد محمدی؛ گروهبان کشته‌شدهٔ نیروی زمینی.[۷]
113. میرلکی؛ درجه‌در کشته‌شدهٔ نیروی زمینی.[۷]
114. محمدجواد میرمالکی؛ درجه‌دار کشته‌شدهٔ نیروی زمینی.[۷]
115. خسرو محمدی کوبایی؛ درجه‌دار کشته‌شدهٔ نیروی زمینی.[۷]
116. قاسم نقیب‌زاده؛ استوار و چترباز کشته‌شدهٔ نیروی هوابرد.[۷]
117. سیاوش نوروزی؛ گروهبان کشته‌شدهٔ نیروی زمینی.[۷]
118. غلام‌حسین همدانی؛ استوار و چترباز کشته‌شدهٔ نیروی هوابرد.[۷]
119. یاررسول یحیی‌پسند؛ استوار کشته‌شدهٔ نیروی زمینی.[۷]

- موارد کلی گزارش‌شده:

1. در اوایل انقلاب (بهمن) ۱۳۵۷، ۴ تن از نظامیان بلندپایهٔ ارتش شاهنشاهی توسط حکومت جمهوری اسلامی اعدام شدند.[۴]
2. در ۱ اسفند ۱۳۵۷، ۴ تن دیگر از نظامیان بلندپایهٔ ارتش از سوی جمهوری اسلامی تیرباران شدند.[۴]
3. در ۱۴ اسفند ۱۳۵۷، ۷ تن از نظامیان بلندپایهٔ ارتش دورهٔ پهلوی توسط جمهوری اسلامی تیرباران شدند.[۴]
4. در ۱۷ اسفند ۱۳۵۷، ۳ افسر ارتش شاهنشاهی توسط نظام جمهوری اسلامی تیرباران شدند.[۴]
5. در ۲۲ اسفند ۱۳۵۷، ۸ نظامی به دست جمهوری اسلامی تیرباران شدند.[۴]

### اخراج، تبعید، شکنجه یا زندان
1. کیخسرو داراب آزادگانیان؛ یکی از خلبانان زرتشتی نیروی هوایی شاهنشاهی که به دلیل باورمند نشدن به دین اسلام از ارتش اخراج شد.[۱]
2. محمد احمدزاده عربی؛ ستوان خلبانی در ۲۴ تیر ۱۳۵۹ به دلیل بهائی بودن از نیروی هوایی اخراج شد.[۱]
3. ادیک اوحانیان، خلبان ارمنی ارتشی بود که به دلیل مسیحی بودن از هوانیروز ارتش اخراج شد.[۱]

## ارتش جمهوری اسلامی
ارتش (بر عکس سپاه) چندان مورد توجه حکومت جمهوری اسلامی نبوده‌است.
- به طرز مشکوک کشته‌شده:

1. غلام خادمیان؛ سرتیپ نیروی زمینی ارتش.[۳]
2. منصور ستاری؛ سرلشکر و فرمانده وقت نیروی هوایی ارتش.
3. عباس بابایی سرلشکر و معاون عملیات نیروی هوایی ارتش[۳]

## سپاه
نزدیک به ۲۰۰ تن از سپاهیان معترض به جمهوری اسلامی، به حبس سنگین یا اعدام محکوم شدند.
- کشته‌شدگان:

1. محمدمهدی دوزدوزانی (مهدی کاظمی)؛ معاون پیشین مالی نیروی زمینی سپاه پاسداران انقلاب اسلامی بود که در سخنانی انتقادی افشا کرد که در نیروی زمینی سپاه، ۱۴۷ شرکت اقتصادی در ایران و خارج از کشور فعالیت دارند که ضمن تلاش برای تقویت سیاست‌های مخرب، هدفشان کسب درآمدهای نامشروع برای سپاه و اطلاعات و حوزه نمایندگی ولی فقیه در سپاه هست.[۹] دوزدوزانی در سال ۱۳۸۰ خورشیدی در حضور خامنه‌ای به فساد اقتصادی مافیایی سپاه و بسیج و دست داشتنشان در تجارت مواد مخدر و برخی از دختران و زنان ایرانی به برخی کشورهای خارجی اعتراض کرد. وی در جایی دیگر گفته بود که اگر قرار است ما فقط برای بقای آقایان (سران حکومت) و آقازاده‌هایشان خون بدهیم لباس سپاه را کنار می‌گذاریم.[۸][۱۰] سرانجام، وی توسط حکومت جمهوری اسلامی اعدام[۱۱][۱۲] شد؛[۹] همان گونه که نزدیک به ۱۰۰ تن از یارانش نیز به اعدام، و یاران دیگرش نیز به حبس‌های طولانی محکوم شدند.[۸]

- به طرز مشکوک کشته‌شده:

1. احمد کاظمی؛ فرمانده پیشین سپاه.[۳]

## وزارت اطلاعات
- کشته‌شدگان:

1. مسعود مولوی وردنجانی؛ مخترع و یکی از نیروهای امنیتی که پس از مخالفت با جمهوری اسلامی، با راه‌اندازی کانال «جعبه سیاه» دربارهٔ فساد پنهانی اقتصادی اعضای بیت خامنه‌ای و مراکز امنیتی، سپاه پاسداران انقلاب اسلامی، دولت و قوه قضاییه مطالبی منتشر کرد.[۱۳] وی سرانجام در ۲۹ آبان ۱۳۹۸ (هم‌زمان با سرکوب اعتراضات آبان ۱۳۹۸ ایران) به دست برخی مأموران امنیتی جمهوری اسلامی در ترکیه ترور (گلوله‌باران) و کشته شد.[۱۴]